# Блиньи-ле-Сек
Блиньи́-ле-Сек (фр. Bligny-le-Sec) — коммуна во Франции, находится в регионе Бургундия. Департамент коммуны — Кот-д’Ор. Входит в состав кантона Сен-Сен-л’Аббеи. Округ коммуны — Дижон.
Код INSEE коммуны — 21085.

## Население
Население коммуны на 2010 год составляло 161 человек.
| 1962 | 1968 | 1975 | 1982 | 1990 | 1999 | 2010 |
| ---- | ---- | ---- | ---- | ---- | ---- | ---- |
| 182  | 163  | 140  | 131  | 110  | 127  | 161  |

## Экономика
В 2010 году среди 98 человек трудоспособного возраста (15—64 лет) 76 были экономически активными, 22 — неактивными (показатель активности — 77,6 %, в 1999 году было 73,8 %). Из 76 активных жителей работали 67 человек (38 мужчин и 29 женщин), безработных было 9 (3 мужчин и 6 женщин). Среди 22 неактивных 12 человек были учениками или студентами, 6 — пенсионерами, 4 были неактивными по другим причинам.